# Quigley Down Under
Quigley Down Under (bra: Contratado para Matar) é um faroeste americano/australiano de 1990 dirigido por Simon Wincer [en] e estrelado por Tom Selleck, Laura San Giacomo e Alan Rickman.

## Sinopse
O atirador americano, Matthew Quigley, é contratato por um fazendeiro australiano, Elliott Marston, com a intenção de matar aborígenes que estão vivendo nas terras do rico barão de gado. Ao chegar na Austrália, acompanhado de seu rifle especialmente modificado com o qual pode atirar com precisão a distâncias extraordinárias, ele briga com os funcionários do homem que o contratou enquanto eles tentam forçar "Crazy Cora", a entrar em sua carroça. Quigley só percebe a real intenção de Marston ao chegar em sua fazenda já que julgava ter sido contratado para matar dingos. Quigley recusa o trabalho e se torna jurado de morte juntamente com Cora, sendo ambos caçados por Marston no restante da trama.

## Elenco
- Tom Selleck como Matthew Quigley
- Laura San Giacomo como Crazy Cora
- Alan Rickman como Elliott Marston
- Chris Haywood [en] como Major Ashley-Pitt
- Ron Haddrick [en] como Grimmelman
- Tony Bonner [en] como Dobkin
- Jerome Ehlers como Coogan
- Conor McDermottroe como Hobb
- Roger Ward [en] como Brophy
- Ben Mendelsohn como O'Flynn
- Steve Dodd [en] como Kunkurra
- Karen Davitt como Slattern
- Kylie Foster como Slattern
- William Zappa como Reilly
- Jonathan Sweet [en] como Sergeant Thomas
- Ollie Hall como Carver
- Michael Carman [en]

## Produção

### Desenvolvimento
John Hill começou a escrever Quigley Down Under em 1974. Ele se inspirou em um artigo do Los Angeles Times sobre o genocídio dos aborígenes na Austrália do século XIX. Embora os faroestes estivessem em declínio na década de 1970, Hill disse que o roteiro "abriu muitas portas para mim" e me levou a outras ideias.
O roteiro foi escolhido pela primeira vez em 1979 pelo produtor Mort Engelberg para Steve McQueen, com quem fez parceria em The Hunter; no entanto, McQueen morreu de câncer logo após completar The Hunter [en]. O roteiro foi comprado pela CBS Theatrical Films, onde foi anexado ao diretor Rick Rosenthal. Em seguida, foi para a Warner Bros com Tom Selleck para estrelar e Lewis Gilbert para dirigir por volta de 1987. A Warner Bros teve o roteiro por três anos, mas depois desistiu da opção. O roteiro então se tornou objeto de licitação entre Pathé Entertainment, Disney e Warner Bros. Ele foi vendido para a Pathé por US$ 250.000, o que Hill disse "é muito bom, quando você considera que por 15 anos eu venho ganhando dinheiro optando e reescrevendo aquele roteiro."
O então chefe de produção da Pathé, Alan Ladd Jr. [en], concordou em comprometer um orçamento de US$ 20 milhões. Selleck concordou em estrelar e o diretor era um australiano, Simon Wincer.
Wincer sentiu que uma boa história havia sido arruinada por inúmeras reescritas de pessoas que sabiam pouco sobre a história australiana, então contratou Ian Jones como escritor. Eles voltaram ao rascunho original, redefinindo-o da década de 1880 para a década de 1860 e tornando-o historicamente mais preciso.

### Cenas de tiro
A arma de fogo usada por Quigley (Selleck) é um rifle Sharps 1874 personalizado de 13,5 libras (6 kg), de tiro único, com cano de 34 polegadas (860 mm). O rifle usado para as filmagens foi uma réplica fabricada para o filme pela Shiloh Rifle Manufacturing Company de Big Timber, Montana. Em 2002, Selleck doou o rifle, junto com outras seis armas de fogo de seus outros filmes, para a National Rifle Association, como parte da exposição "Real Guns of Reel Heroes" da NRA no National Firearms Museum em Fairfax, Virgínia.
O filme foi rodado inteiramente na Austrália. As cenas foram filmadas em Warrnambool e Apollo Bay [en], Victoria.
Embora várias cenas da história retratem violência e crueldade contra e envolvendo animais, um porta-voz do filme explicou que nenhum animal foi ferido e foram utilizados efeitos especiais. Por exemplo, Quigley e Cora são forçados a consumir "vermes" (na verdade, bolhas de massa) para sobreviver. Um bando de dingos ataca Cora, e ela finalmente se salva atirando nos animais. Esses animais foram especialmente treinados e estavam na verdade “brincando” naquela cena, que mais tarde foi aprimorada com efeitos visuais e sonoros. Várias cenas envolvem a queda de cavalos; foram realizados por animais especialmente treinados e não ficaram feridos. Quando um cavalo cai de um penhasco, o “cavalo” era uma criação mecânica. O produtor do filme afirmou que um veterinário estava no set sempre que animais eram usados nas filmagens.

## Recepção
As respostas críticas foram mistas, com Quigley tendo uma classificação de 55% no Rotten Tomatoes em 20 avaliações. Roger Ebert, do The Chicago Sun-Times, deu ao filme duas e meia de quatro estrelas possíveis, escrevendo que era um neo-western bem feito, mas estereotipado. Ele elogiou particularmente as atuações de Rickman ("Ele tem uma graça polida que aqui serve para sugerir dimensões malignas logo abaixo da superfície.") e San Giacomo ("Este pode ser o filme que prova seu poder de permanência").
O filme, porém, não foi um sucesso financeiro nos cinemas, recuperando aproximadamente seu orçamento.
O filme, e, mais especificamente, a habilidade do protagonista com seu rifle, levou os atiradores de elite a se referirem ao ato de atingir dois alvos com uma única bala como "um Quigley".

## Prêmios e indicações
| Prêmio                             | Categoria                            | Pessoa/Assunto        | Resultado |
| ---------------------------------- | ------------------------------------ | --------------------- | --------- |
| London Film Critics' Circle Award  | British Actor of the Year            | Alan Rickman          | Venceu    |
| Motion Picture Sound Editors Award | Best Sound Editing – Foreign Feature | Tim Chau              | Venceu    |
| Motion Picture Sound Editors Award | Best Sound Editing – Foreign Feature | Frank Lipson          | Venceu    |
| Political Film Society [en] Award  | Direitos humanos [en]                | Direitos humanos [en] | Indicado  |